# Carowinds
Carowinds es un parque temático de 398 acres (161 hectáreas) ubicado en la autopista Interestatal 77 entre los estados de Carolina Del Norte y Carolina Del Sur. Abrió el 27 de mayo de 1974 con un costo de 70 millones de dólares. Este fue el resultado de un período de planificación de cuatro años encabezado por el empresario de Charlotte, Earl Patterson Hall, quien se inspiró para construir el parque en un viaje a Disneyland en 1956 y soñó con acercar a los dos Estados North Carolina y South Carolina. El parque es propiedad y es operado por la compañía Cedar Fair. Posee también un Parque Acuático de 8.09 hectáreas (20 acres) Llamado Carolina Harbor, que está incluido con la admisión del parque. Tiene también un evento de Halloween llamado SCarowinds y un evento de Navidad llamado WinterFest